# Be (альбом BTS)
| Совокупная оценка    | Совокупная оценка |
| Источник             | Оценка            |
| -------------------- | ----------------- |
| AnyDecentMusic?      | 7.3/10            |
| Metacritic           | 81/100            |
| Оценки критиков      |                   |
| Источник             | Оценка            |
| AllMusic             | [ 3 ]             |
| The Arts Desk        | [ 4 ]             |
| Consequence of Sound | B+                |
| Evening Standard     | [ 6 ]             |
| Exclaim!             | 9/10              |
| The Independent      | [ 8 ]             |
| Los Angeles Times    | [ 9 ]             |
| NME                  | [ 10 ]            |
| Rolling Stone        | [ 11 ]            |
| Slant Magazine       | [ 12 ]            |

Be — пятый корейскоязычный студийный альбом (и девятый в сумме) южнокорейского бой-бэнда BTS. Альбом был выпущен 20 ноября 2020 года лейблами Big Hit Entertainment и Columbia Records.
Альбом дебютировал на первом месте американского хит-парада Billboard 200, став пятым чарттоппером группы в США, что сделало BTS самой быстрой группой, заработавшей пять лучших альбомов со времен Beatles. BTS также стали единственными артистами, помимо Тейлор Свифт, которые одновременно дебютировали на вершинах Billboard 200 и Hot 100 (где № 1 стал их лид-сингл «Life Goes On»). Альбом также стал лидером чартов в Канаде, Ирландии, Японии, Литве, Новой Зеландии, Норвегии, Южной Корее и во фламандском регионе Бельгии, в то время как он также вошёл в списки лучших пяти дисков в 12 странах, включая Австралию, Францию, Германию, Италию, Нидерланды, Шотландию, Швецию и Великобританию.

## Предыстория и продвижение
В Be сочетаются многие жанры, включая такие как поп, хип-хоп, EDM, диско, синти-поп, нео-соул, фанк, R&B, перекликаются стили и жанры разных десятилетий, в том числе музыка 1970-х, музыка 1980-х, музыка 1990-х и 2010-х годов.

## Отзывы
Альбом получил положительные отзывы музыкальной критики и интернет-изданий. Он получил 81 из 100 баллов на интернет-агрегаторе Metacritic, хотя некоторые сочли его непривлекательным (BBC). Среди отзывов: NME (журналисты написали про группу, что они дали «наиболее точную музыкальную инкапсуляцию американских горок, которые сейчас существуют в виде пандемической жизни», и что группа находит «идеальный баланс между ободрением и утешением»), AllMusic (критик Нил Йунг назвал альбом «искренним и вдохновляющим саундтреком», «альбом представляет собой экспертный снимок времени и места, документ всемирного события, которому удается укрепить их связь со слушателями и продвигать их песни вперед с целеустремленностью, сердцем и человечностью»), Evening Standard (Джохан Эмбли назвал альбом «изысканно спродюсированным» с «почти безупречным» вокалом"), Rolling Stone (Джефф Бенджамин описал Be как «самый запоминающийся альбом BTS, который они когда-либо создавали, признавая трудности, предлагая исцеление и надежду, а также способ заглянуть сквозь нашу текущую боль»), Los Angeles Times («аккуратный, задумчивый и скромный LP о стойкости, написанный для того, чтобы соответствовать усталому глобальному настроению»), Time (Раиса Брунер назвала альбом «кратким и милым», который наполнен «дозой эскапистских мелодий, вдумчивой лирикой и сильной индивидуальностью»), NBC News (Лекси Лейн отметила, что Be «сияет как их самый яркий и объединяющий альбом»), MTV News (Эмма Салетта сказала, что альбом «направляет собственные страхи и тревоги […] участников, а также их непоколебимую решимость преодолеть» и, в конечном итоге, даёт «мощный маяк надежды на будущее»), i-D («интроспективный проект изоляции», «оазис» который «олицетворяет эмоциональные потрясения, которые большинство из нас пережили в 2020 году, и откровенно, прямо и без извинений говорит о текущем моменте», The Independent (Аннабель Ньюджент похвалила альбом за эксперименты с различными музыкальными стилями и заявила, что он «избегает ловушки, похожей на контрольный список»), Consequence of Sound (уютный альбом, который «возвращает слушателя домой во всех смыслах, приглашая нас в мир этих семи молодых людей, чего до сих пор не делал ни один из их других альбомов»), Stereogum (Крис ДеВиль назвал альбом «успокаивающим звуком для года, охваченного пандемией», в котором «BTS остаются максималистами в душе»), The Quietus (Вероника А. Бастардо высказала мнение, что Be «предлагает интроспективную хронику об изоляции, карантине и поиске спасительной середины между печалью и надеждой»), Vox (Аджа Романо описал Be как «возвышенный» альбом, «призванный ознаменовать и отпраздновать преодоление пандемии Covid-19»), Exclaim! («Хотя Be — это небольшое отклонение от обычной музыки BTS, но его более прозаичная и непринужденная атмосфера может привлечь новых поклонников, которые ищут свою музыку в этот дрянной год»), The Arts Desk (Питер Куинн похвалил продакшн альбома и вокальную палитру BTS за «переключение с рэпа на ангельский фальцет в мгновение ока»). Менее благоприятные обзоры дали Slant Magazine и Laut.de.

### Итоговые списки и награды
| Публикация | Список                                | Ранг | Ссылка |
| ---------- | ------------------------------------- | ---- | ------ |
| Buro 24/7  | The top 5 K-pop albums of 2020        | 3    | [ 25 ] |
| Esquire    | The Best Albums of 2020               | N/A  | [ 26 ] |
| Idolator   | The 70 Best Pop Albums Of 2020        | 53   | [ 27 ] |
| Metro      | The Best Albums of 2020               | N/A  | [ 28 ] |
| PopSugar   | 50 of the Best Albums to Drop in 2020 | 29   | [ 29 ] |

| Год  | Организация             | Награда                         | Результат | Ссылка |
| ---- | ----------------------- | ------------------------------- | --------- | ------ |
| 2021 | Gaon Chart Music Awards | Album of the Year – 4th Quarter | Победа    | [ 30 ] |

## Коммерческий успех
Альбом дебютировал на первом месте американского хит-парада Billboard 200 с тиражом 242,000 альбомных эквивалентных единиц, включая 177,000 продаж альбома, 35 тыс. трековых TEA-единиц и 30 тыс. стриминговых SEA-единиц (ил 48.56 млн on-demand стрим-потоков альбомных песен). Это пятый чарттоппер группы BTS в США и второй за год.

## Трек-лист
| №                   | Название | Автор(ы)                                                                | Продюсер(ы)                          | Длительность |
| ------------------- | --- | ----------------------------------------------------------------------- | ------------------------------------ | ------------ |
| 1.                  | «Life Goes On» | Antonina Armato Chris James J-Hope Pdogg RM Ruuth Suga                  | Pdogg                                | 3:27         |
| 2.                  | «Fly to My Room» (내 방을 여행하는 법; Nae bang-eul yeohaenghaneun beob («How to travel in my room»), в исполнении Suga, V, J-Hope и Jimin) | Cosmo's Midnight J-Hope Joe Femi Griffith RM Suga                       | Cosmo's Midnight                     | 3:42         |
| 3.                  | «Blue & Grey» | Hiss Noise J-Hope Ji Soo Park Levi Metaphor RM Suga V                   | Ji Soo Park Levi V Hiss Noise        | 4:15         |
| 4.                  | «Skit» | J-Hope Jimin Jin Jung Kook RM Suga V                                    | RM Jin Suga J-Hope Jimin V Jung Kook | 3:00         |
| 5.                  | «Telepathy» (잠시; Jamsi («For a moment»))                                                                                                  | El Capitxn Hiss Noise Jung Kook RM Suga                                 | El Capitxn Hiss Noise                | 3:22         |
| 6.                  | «Dis-ease» (병; Byeong («Illness»)) | Ivan Jackson Rosenberg J-Hope Ghstloop RM Pdogg Suga Jimin Randy Runyon | Brasstracks                          | 4:00         |
| 7.                  | «Stay» (performed by RM, Jin, and Jungkook)                                                                                                 | Arston Jin Jung Kook RM                                                 | Arston                               | 3:25         |
| 8.                  | «Dynamite» | David Stewart Jessica Agombar                                           | Stewart                              | 3:19         |
| Общая длительность: | Общая длительность: | Общая длительность:                                                     | Общая длительность:                  | 28:30        |

## Чарты
| Чарт (2020)                         | Высшая позиция |
| ----------------------------------- | -------------- |
| Австралия (ARIA)                    | 2              |
| Бельгия/Фландрия (Ultratop)         | 3              |
| Бельгия/Валлония (Ultratop)         | 1              |
| Канада (Canadian Albums Chart)      | 1              |
| Чехия (ČNS IFPI)                    | 5              |
| Дания (Hitlisten)                   | 1              |
| Нидерланды (Album Top 100)          | 2              |
| Финляндия (Suomen virallinen lista) | 2              |
| Франция (SNEP)                      | 2              |
| Германия (Offizielle Top 100)       | 4              |
| Ирландия (Irish Albums Chart)       | 1              |
| Италия (FIMI)                       | 2              |
| Япония (Billboard Japan)            | 1              |
| Япония (Oricon)                     | 1              |
| Литва (AGATA)                       | 1              |
| Новая Зеландия (RMNZ)               | 1              |
| Норвегия (VG-lista)                 | 1              |
| Польша (ZPAV)                       | 1              |
| Шотландия (Scottish Albums Chart)   | 5              |
| Республика Корея (Gaon)             | 1              |
| Швеция (Sverigetopplistan)          | 3              |
| Швейцария (Schweizer Hitparade)     | 2              |
| Великобритания (UK Albums Chart)    | 2              |
| США (Billboard 200)                 | 1              |

## Сертификации
| Регион | Сертификация  | Продажи    |
| --- | ------------- | ---------- |
| Дания (IFPI Danmark) | Золотой       | 10 000     |
| Франция (SNEP) | Золотой       | 50 000     |
| Италия (FIMI) | Золотой       | 25 000     |
| Япония (RIAJ) | Платиновый    | 250 000^   |
| Польша (ZPAV) | Золотой       | 10 000     |
| Республика Корея (KMCA) | 3× Миллионный | 3 000 000^ |
| США (RIAA) | Платиновый    | 1 000 000  |
| Итого |               |            |
| Мир (IFPI) | —             | 2,690,000  |
| ^ Данные о тиражах приведены только на основе сертификации. · Данные о продажах + прослушиваниях приведены только на основе сертификации. |               |            |